# Leon Engelman (pianist)
Leon Engelman, slovenski pianist in pedagog, * 2. oktober 1930, Kranj.
Engelman je na Akademiji za glasbo v Ljubljani iz klavirja diplomiral leta 1957. Sprva je deloval kot korepetitor v ljubljanski Operi, kasneje pa je deloval kot komorni glasbenik v različnih glasbenih zasedbah. Leta 1964 je bil soustanovitelj tria Pro musica rara (klavir-klarinet-fagot). Od leta 1966 je bil zaposlen na Radiu Slovenija (tedaj radiu Ljubljana), najprej kot glasbeni producent, od leta 1986 pa kot vodja uredništva za resno glasbo. Med letoma 1971 in 1986 je deloval kot glasbeni kritik za časnik Delo. Od leta 1986 do upokojitve je bil tudi predavatelj na Akademiji za glasbo v Ljubljani.